# Mirko Schultze

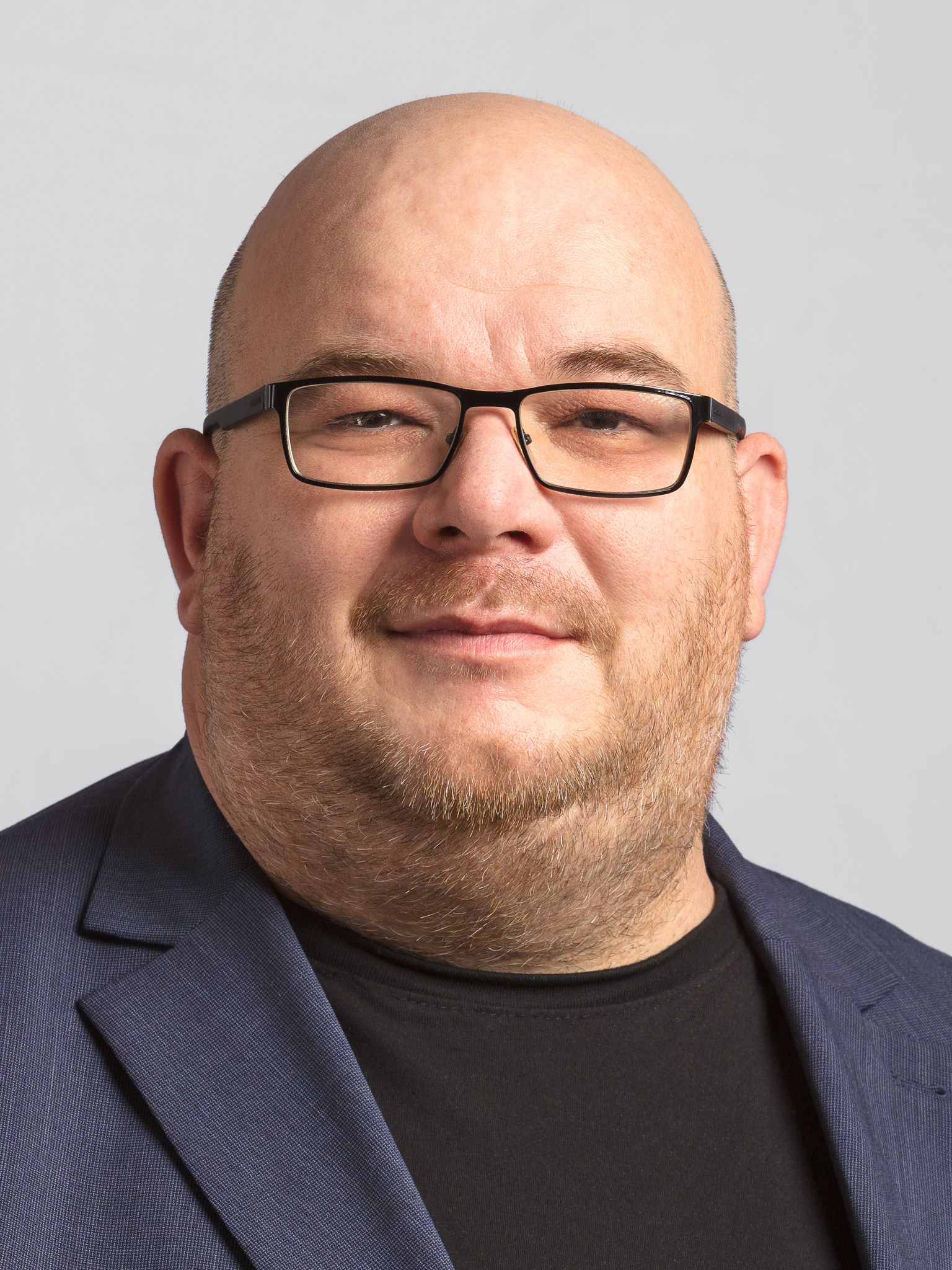
Mirko Schultze (2019)

Mirko Schultze (* 7. März 1974 in Görlitz) ist ein deutscher Politiker (Die Linke). Er war von 2014 bis 2024 Abgeordneter im Sächsischen Landtag.

## Leben und Beruf
Schultze ist gelernter Baufacharbeiter. Nach dem Ende seiner Ausbildung 1993 leistete er seinen Grundwehrdienst in Halle ab und war er zunächst in seinem Beruf, auch als Vorarbeiter, tätig. Mit zwischenzeitlicher Arbeitslosigkeit arbeitete er als Facharbeiter im Projekt des AUR Görlitz e. V. Von 2003 bis 2005 war er Wahlkampfmanager seiner Partei in Sachsen (Die Linke Sachsen), dann bis 2013 Mitarbeiter des Bundestagsabgeordneten Ilja Seifert und im Anschluss Mitarbeiter der Landesgruppe Sachsen der Linksfraktion im Bundestag.
Er gehört als stellvertretender Fraktionsvorsitzender dem Stadtrat von Görlitz an und ist dort Aufsichtsrat der Gerhart Hauptmann Theater Görlitz/Zittau GmbH. Des Weiteren ist er Fraktionsvorsitzender im Kreistag des Landkreises Görlitz.
Bei den Landtagswahlen 2014 und 2019 wurde er über die Landesliste der Linken in den sächsischen Landtag gewählt gewählt. Er kandidierte bei der Landratswahl 2015 gegen Bernd Lange als einziger Gegenkandidat zum amtierenden Landrat und unterlag mit 27 % der abgegebenen Stimmen. Bei der Landtagswahl 2024 kandidierte er nicht erneut.
Schultze war im sächsischen Landtag Fraktionssprecher für Feuerwehr, Rettungswesen, Bundeswehr und Katastrophenschutz. Er war Mitglied des Innenausschusses und des zweiten sächsischen NSU-Untersuchungsausschusses.
Über mehrere Jahre war Schultze Vorsitzender des Kreisverbandes und des Ortsverbandes seiner Partei. Außerdem engagiert er sich in vielen Görlitzer Vereinen und ist dort unter anderem Vorsitzender des Fördervereins Görlitzer Helenenbad e. V., Vorstandsmitglied im Förderverein ViaThea e. V. Gewerkschaftlich ist Schultze bei der Vereinte Dienstleistungsgewerkschaft beheimatet, in der er unter anderem Mitglied im Landes- und Bezirksfachbereichsvorstand ist.